# Eparquia de Sagar
A Eparquia de Sagar (Latim:Eparchia Sagarensis) é uma eparquia pertencente a Igreja Católica Siro-Malabar com rito Siro-Malabar. Está localizada na cidade de Sagar, no estado de Madia Pradexe, pertencente a Arquidiocese de Bhopal na Índia. Foi fundada em 1968 pelo Papa Paulo VI como um exarcado, sendo elevado a eparquia em 1977. Com uma população católica de 3.992 habitantes, sendo 0,1% da população total, possui 17 paróquias com dados de 2018.

## História
Em 29 de julho de 1968 o Papa Paulo VI cria através do território da Arquidiocese de Bhopal o Exarcado Arquiepiscopal de Sagar. Em 1977 o exarco é elevado a Eparquia de Sagar. Desde sua fundação em 1968 pertence a Igreja Católica Siro-Malabar, com rito Siro-Malabar.

## Lista de eparcas
A seguir uma lista de bispos desde a criação do exarco em 1968.
|                  | Nome                              | Período          | Notas                         |
| Eparcas de Sagar | Eparcas de Sagar                  | Eparcas de Sagar | Eparcas de Sagar              |
| ---------------- | --------------------------------- | ---------------- | ----------------------------- |
| 4º               | James Athikalam, M.S.T.           | 2018 - atual     |                               |
| 3º               | Anthony Chirayath                 | 2006 - 2018      |                               |
| 2º               | Joseph Pastor Neelankavil, C.M.I. | 1986 - 2006      |                               |
| 1º               | Clemens Thottunkal, C.M.I.        | 1977 - 1986      |                               |
| Exarca de Sagar  |                                   |                  |                               |
| 1º               | Clemens Thottunkal, C.M.I.        | 1968 - 1977      | Nomeado eparca dessa eparquia |